# Le leggende del tempio nascosto
Le leggende del tempio nascosto (Legends of the Hidden Temple: The Movie) è un film TV del 2016 prodotto da Nickelodeon Original Movies che ha per protagonista Isabela Merced.
Il film è stato ideato dall'omonimo Game show televisivo andato in onda negli USA tra il 1993 e il 1995, in cui dei gruppi di bambini erano impegnati in una serie di prove a tema avventuroso.

## Trama
L'adolescente Sadie ed i suoi fratelli Noah e Dudley, sono in vacanza in Messico con i genitori, dove stanno visitando il parco a tema Hidden Temple in cui l'ex presentatore televisivo Kirk Fogg lavora come guida turistica. Noah, affascinato dalle leggende del Tempio Nascosto, che crede siano reali, vorrebbe poterlo esplorare all'interno, ma Fogg gli rivela che il Tempio è stato chiuso al pubblico a seguito di un incidente accaduto alcuni anni prima. Convinto dal bambino, Fogg gli dà una mappa che ha trovato all'interno tempo addietro e, nonostante il parere contrario di Sadie, Noah e Dudley si intrufolano nell'area riservata dove si crede che si trovi l'ingresso segreto. Sadie cerca di fermarli, ma accidentalmente calpesta una botola che li trasporta all'interno del tempio.
I bambini sono accolti all'interno della struttura da Olmec, una statua parlante che un tempo era un re. Questi gli racconta che voleva proclamare il suo buon figlio, il principe Zuma, come successore del regno, quando improvvisamente il suo figlio malvagio Thak e il suo esercito di guardie apparvero e tentarono di uccidere Zuma e insediare Thak come re. Quindi Olmec non aveva altra scelta che trasformare l'intera civiltà in colossi di pietra. Noah è convinto che lui, Sadie e Dudley siano gli unici in grado di riportare il regno al suo antico splendore. Olmec istruisce loro di trovare entrambi i mezzi pendenti del Medaglione della vita nella Stanza degli Antichi Guerrieri e nella Stanza del Tesoro, ma li avverte dei pericoli che potrebbero nascondersi intorno al tempio. Una volta trovati entrambi i mezzi pendenti, devono essere combinati per sbloccare il Tempio e poi uscire entro tre minuti. Nel frattempo all'esterno i genitori, allarmati dalla scomparsa dei figli, hanno allertato l'esercito che si appresta a far saltare in aria il tempio per liberarli.
Dopo aver superato una serie di prove i tre fratelli riescono nell'intento ed escono dal tempio appena in tempo.